# William Williams (politik)
William Williams (8. dubna 1731 Lebanon, Connecticut – 2. srpna 1811 tamtéž) byl americkým politikem, obchodníkem a delegátem Connecticutu na kontinentálním kongresu v roce 1776 a signatářem Deklarace nezávislosti.

## Životopis
Williams se narodil v městě Lebanon v Connecticutu jako syn kněze Solomona Williamse a Mary Porter. V roce 1751 vystudoval teologii na Harvardově univerzitě. Rok pokračoval v přípravě na kněžskou službu, ale poté se připojil k domobraně, aby bojoval ve francouzsko-indiánské válce. Po válce si otevřel obchod v Lebanonu, který nazval The Williams Inc. Dne 14. února 1771, téměř ve čtyřiceti letech, se oženil s pětadvacetiletou Mary Trumbull, dcerou Jonathana Trumbulla, královského guvernéra a amerického politika, který pracoval jako mluvčí ve Sněmovně reprezentantů Spojených států. Mary Trumbull a William Williams měli tři děti: Solomona, narozený 1772, Faith, 1774 a Williama 1777.
Williams byl velmi aktivní v protestech, které předcházely americké revoluci. Byl členem Sons of Liberty (tajná revoluční organizace, která byla vytvořena ve třinácti amerických koloniích, aby prosazovala práva evropských kolonistů a bojovala proti daním ukládaným britskou vládou). Později pracoval ve výboru Connecticut's Committee of Correspondence (výbor pro korespondenci) a Council of Safety (rada pro bezpečnost). Williams byl velkým odpůrcem dohod realizovaných v roce 1769 a podporoval odpor proti nepřímým daním ukládaným Townshendovým zákonem a proti okupaci Bostonu britskou armádou. Byl proto zklamán, když obchodníci začali ignorovat dohody o neimportování zboží. (Viz článek Bostonské pití čaje). Nikdy nedůvěřoval záměrům zavedených obchodníků, zejména Silase Deana.

Znak Williama Williamse

## Politická kariéra
Williams byl zvolen delegátem kontinentálního kongresu 11. července 1776. Dne 2. července, v den, kdy Connecticut obdržel oficiální žádost o podepsání Deklarace o nezávislosti, byl Lewis požádán aby nahradil Olivera Wolcotta. Vzhledem k tomu, že Williams na zasedání dorazil až 28. července, bylo příliš pozdě na to, aby hlasoval pro přijetí Deklarace nezávislosti, podepsal proto formální kopii jako zástupce státu Connecticut.
Williams zastupoval Lebanon v Connecticutu při jednání o podpisu Constitutional ratifying convention (ratifikační úmluva) v lednu 1788. Ačkoli Williams do značné míry oponoval konfederační vládě, zejména Kongresu z roku 1782, kde se odhlasovalo, že po dobu pěti let bude poskytována plná mzda armádním důstojníkům, včetně mzdy za 3 měsíce zpětně, ale pouze důstojníkům, prostým vojákům nikoli. Lewis ignoroval přání svých voličů, aby hlasoval proti ratifikaci úmluvy. Williamsovou jedinou zjevnou námitkou proti dokumentu byla doložka v článku VI., zakazující náboženské testy pro vládní úředníky. Williams byl také pastorem první kongregační církve v Lebanonu v Connecticutu a úspěšným obchodníkem. Pohřben je na Old Cemetery v Lebanonu v Connecticatu.
Williamsův dům v Lebanonu dnes slouží jako americká národní historická památka.